# Microcavia
A Microcavia az emlősök (Mammalia) osztályának a rágcsálók (Rodentia) rendjébe, ezen belül a tengerimalacfélék (Caviidae) családjába tartozó nem.

## Rendszerezés
A nembe az alábbi 3 élő faj tartozik:
- Microcavia australis I. Geoffroy & d’Orbigny, 1833
- Microcavia niata Thomas, 1898
- Microcavia shiptoni Thomas, 1925